# Dialen
Die Dialen (oder auch Sg. Diela; Pl. Dialas, Dielas, dieuldas) sind eine Gruppe von Dämoninnen. Der Name leitet sich vermutlich vom romanischen Wort Dealis oder Dialis ab, was gottähnliche Wesen bedeutet.
Die Dialen entstammen der rätoromanischen Volksüberlieferung Graubündens und werden dort ziegenfüssig dargestellt. Trotz ihres Dämonen-Daseins werden sie als gutartige Wesen beschrieben und sollen Höhlen bewohnen, die besonders schön eingerichtet sind. Sie werden meist als mit weissen oder roten Kleidern beschrieben. Ihr gutes Wesen drückt sich der Überlieferung nach dadurch aus, dass sie den Menschen bei der Feldarbeit helfen und diese mit silbernem Geschirr bewirten. Ihre Wäsche trocknen die Dialen in der Sonne an speziellen Stellen im Gebirge, den sogenannten Wäschefratten. Auch sollen sie verirrten Wanderern den richtigen Weg weisen und Kohlenstücke schenken, die in Gold verwandelt werden.